# Liste der Kreisstraßen in Neumünster
Die Liste der Kreisstraßen in Neumünster ist eine Auflistung der Kreisstraßen in der schleswig-holsteinischen Stadt Neumünster.

## Abkürzungen
- K: Kreisstraße
- L: Landesstraße

## Liste
Straßen und Straßenabschnitte, die unabhängig vom Grund (Herabstufung zu einer Gemeindestraße oder Höherstufung) keine Kreisstraßen mehr sind, werden kursiv dargestellt. Der Straßenverlauf wird in der Regel von Nord nach Süd und von West nach Ost angegeben.
| Nr.  | Verlauf |
| ---- | --- |
| K 1  | (K 11 im Kreis Rendsburg-Eckernförde) – Stadtgrenze – Rendsburger Straße – Stoverweg – L 328 – Stoverweg – K 8 – Stoverweg – L 318 – Wilhelminenstraße – Hürsland – Am Kamp – L 67 – Tasdorfer Weg – Stadtgrenze – (K 8 im Kreis Plön) |
| K 2  | (K 12 im Kreis Rendsburg-Eckernförde) – Stadtgrenze – Padenstedter Landstraße – K 9 – Mühlenstraße – L 319 – Gadelander Straße – K 18                                                                                                  |
| K 3  | (K 37 im Kreis Rendsburg-Eckernförde) – Stadtgrenze – Ehndorfer Straße – L 323 |
| K 4  | – Bönebütteler Weg – Stadtgrenze – (K 16 im Kreis Plön) |
| K 5  | (K 9 im Kreis Rendsburg-Eckernförde) – Stadtgrenze – Looper Weg – K 8 – Dorfstraße – L 318 – Großharrier Weg – Stadtgrenze – (K 18 im Kreis Plön)                                                                                      |
| K 6  | L 322 – Kummerfelder Straße – Stadtgrenze – (K 75 im Kreis Segeberg) |
| K 7  | K 18 – Kampstraße – L 322 |
| K 8  | K 5 – Roschdohler Weg – Friedrich-Wohler-Straße – K 1 |
| K 9  | K 16 – Wittorfer Straße – L 323 – Wittorfer Straße – Lindenstraße – Mühlenstraße – K 2 |
| K 10 | K 16 – Brachenfelder Straße – – Brachenfelder Straße – Hauptstraße – Stadtgrenze – (K 8 im Kreis Plön) |
| K 11 | L 318 – Kieler Straße – K 12 |
| K 12 | /L 328 – Rendsburger Straße – K 15 – Rendsburger Straße – Kuhberg – K 11 – Kuhberg – K 13/K 17 |
| K 13 | K 12/K 17 – Kuhberg – Großflecken – K 16 – Großflecken – K 16 – Haart – L 322/L 323 |
| K 14 | K 16 – Boostedter Straße – L 323 |
| K 15 | K 12 – Viktoriastraße – Roonstraße – /L 323 |
| K 16 | L 319/L 323 – Altonaer Straße – K 14 – Altonaer Straße – K 9 – Altonaer Straße – Großflecken – K 13 – Großflecken – K 13 – Plöner Straße – K 9 – Plöner Straße – /L 323                                                                |
| K 17 | – Wasbeker Straße – L 323 – Wasbeker Straße – Am Teich – K 12 – K 13 – Christianstraße – |
| K 18 | L 323 – Boostedter Straße – K 2 – Boostedter Straße – K 7 – Boostedter Straße – – Boostedter Straße – Stadtgrenze – (K 111 im Kreis Segeberg)                                                                                          |
| K 19 | L 322 – Segeberger Straße – Stadtgrenze – (K 114 im Kreis Segeberg) |